# Copa Mundial de Béisbol de 1990
La XXXI Copa Mundial de Béisbol se llevó en Edmonton, Canadá del 4 de agosto al 19 de agosto de 1990. Los países se dividieron en dos grupos de seis para definir una nueva distribución en 3 grupos de 4. Cuba ganó por cuarta vez consecutiva el título.

## Primera ronda

### Grupo A
| Posición | Equipo        | Ganados | Perdidos |
| -------- | ------------- | ------- | -------- |
| 1        | Cuba          | 5       | 0        |
| 2        | Nicaragua     | 3       | 2        |
| 3        | Japón         | 3       | 2        |
| 4        | Corea del Sur | 2       | 3        |
| 5        | México        | 1       | 4        |
| 6        | Italia        | 1       | 4        |

### Grupo B
| Posición | Equipo         | Ganados | Perdidos |
| -------- | -------------- | ------- | -------- |
| 1        | Puerto Rico    | 5       | 0        |
| 2        | Estados Unidos | 4       | 1        |
| 3        | China Taipéi   | 3       | 2        |
| 4        | Canadá         | 2       | 3        |
| 5        | Países Bajos   | 1       | 4        |
| 6        | Venezuela      | 0       | 5        |

### Clasificación para segunda ronda
| Posición | Equipo         | Ganados | Perdidos |
| -------- | -------------- | ------- | -------- |
| 1        | Cuba           | 5       | 0        |
| 2        | Puerto Rico    | 5       | 0        |
| 3        | Estados Unidos | 4       | 1        |
| 4        | Nicaragua      | 3       | 2        |
| 5        | China Taipéi   | 3       | 2        |
| 6        | Japón          | 3       | 2        |
| 7        | Corea del Sur  | 2       | 3        |
| 8        | Canadá         | 2       | 3        |
| 9        | México         | 1       | 4        |
| 10       | Italia         | 1       | 4        |
| 11       | Países Bajos   | 1       | 4        |
| 12       | Venezuela      | 0       | 5        |

## Segunda ronda
Los equipos ubicados en las posiciones impares (1°, 3°, 5° y 7°) conformaron el grupo C y los pares (2°, 4°, 6° y 8°) conformaron el grupo D. Los demás equipos eliminados entraron al grupo E.

### Grupo C
| Posición | Equipo         | Ganados | Perdidos | Resultado         |
| -------- | -------------- | ------- | -------- | ----------------- |
| 1        | Cuba           | 3       | 0        | Juega la final    |
| 2        | Corea del Sur  | 2       | 1        | Juega el 3° lugar |
| 3        | China Taipéi   | 1       | 2        | Juega el 5° lugar |
| 4        | Estados Unidos | 0       | 3        | Juega el 7° lugar |

### Grupo D
| Posición | Equipo      | Ganados | Perdidos | Resultado         |
| -------- | ----------- | ------- | -------- | ----------------- |
| 1        | Nicaragua   | 2       | 1        | Juega la final    |
| 2        | Puerto Rico | 2       | 1        | Juega el 3° lugar |
| 3        | Japón       | 2       | 1        | Juega el 5° lugar |
| 4        | Canadá      | 0       | 3        | Juega el 7° lugar |

### Grupo E
| Posición | Equipo       | Ganados | Perdidos | Resultado |
| -------- | ------------ | ------- | -------- | --------- |
| 1        | Países Bajos | 2       | 1        | 9° lugar  |
| 2        | Italia       | 2       | 1        | 10° lugar |
| 3        | México       | 1       | 2        | 11° lugar |
| 4        | Venezuela    | 1       | 2        | 12° lugar |

## Finales
| Juego    | Local          | Resultado | Visitante     | Hecho                        |
| -------- | -------------- | --------- | ------------- | ---------------------------- |
| 7° lugar | Estados Unidos | 9-4       | Canadá        | Estados Unidos Séptimo lugar |
| 5° lugar | Japón          | 14-3      | China Taipéi  | Japón Quinto lugar           |
| 3° lugar | Puerto Rico    | 4-7       | Corea del Sur | Corea del Sur Tercer lugar   |
| Juego 1  | Cuba           | 14-0      | Nicaragua     |                              |
| Juego 2  | Cuba           | 11-5      | Nicaragua     | Cuba Campeón                 |

| Cuba            |
| Campeón Cuba    |
| Vigésimo título |

## Clasificación Final
| Posición | Equipo         | Ganados | Perdidos |
| -------- | -------------- | ------- | -------- |
| 1        | Cuba           | 10      | 0        |
| 2        | Nicaragua      | 5       | 5        |
| 3        | Corea del Sur  | 5       | 4        |
| 4        | Puerto Rico    | 7       | 2        |
| 5        | Japón          | 6       | 3        |
| 6        | China Taipéi   | 4       | 5        |
| 7        | Estados Unidos | 5       | 4        |
| 8        | Canadá         | 2       | 7        |
| 9        | Países Bajos   | 3       | 5        |
| 10       | Italia         | 3       | 5        |
| 11       | México         | 2       | 6        |
| 12       | Venezuela      | 1       | 7        |